# Noreena syvix
Noreena syvix är en fjärilsart som beskrevs av Dyar 1916. Noreena syvix ingår i släktet Noreena och familjen juvelvingar. Inga underarter finns listade i Catalogue of Life.